# Mungumaji
Mungumaji ist ein Verwaltungsbezirk (englisch Ward) des Distrikts Singida (MC) in der tansanischen Region Singida.

## Geografie
Mungumaji ist ein Bezirk im nördlichen Zentralteil von Tansania im Südosten der Regionshauptstadt Singida. Das Gebiet liegt in einer Höhenlage von 1000 bis 1500 Meter über dem Meer, die jährlich regnet es 500 bis 650 Millimeter. Bei der Volkszählung 2022 lebten 8950 Menschen in 1818 Haushalten auf einer Fläche von 30 Quadratkilometern.
Der Bezirk grenzt an fünf Bezirke des Distrikts Singida (MC):
| Minga  |                                             | Unyambwa    |
| Misuna | Kompassrose, die auf Nachbargemeinden zeigt |             |
|        | Kisaki                                      | Unyamikumbi |

## Gliederung
Der Bezirk besteht aus zwei Gemeinden (swahili Mtaa) mit fünf Orten (Kitongoji) in der Gemeinde Mungumaji:
| Mungumaji - Mungumaji - Mkese - Nkuhi - Igungie - Sasu | Kititimo |

## Infrastruktur
- Bildung: Die Mungumaji Secondary School ist eine staatliche weiterführende Schule, die Jugendliche bis zur 4. Stufe ausbildet.[8]
- Gesundheit: Im Bezirk gibt es eine staatliche Apotheke.[9]